# Chris Wakelin
Chris Wakelin (n. 16 martie 1992, Rugby, Anglia, Regatul Unit) este un jucător englez de snooker. Se antrenează frecvent cu Mark Selby, David Gilbert sau Kyren Wilson la Atack Club.
A devenit profesionist în 2013. A câștigat în 2023 primul trofeu din carieră într-un turneu de clasament, după victoria de la Shoot-Out. Nu a realizat niciodată breakul maxim.

## Finalele carierei

### Turnee de clasament: 3 (1 titlu)
| Rezultat | Nr. | An   | Turneu                    | Adversar în finală | Scor |
| Campion  | 1.  | 2023 | Shoot Out                 | Julien Leclercq    | 1–0  |
| Finalist | 1.  | 2023 | Openul Irlandei de Nord   | Judd Trump         | 3–9  |
| Finalist | 2.  | 2024 | Campionatul Internațional | Ding Junhui        | 7–10 |

### Victorii la amatori
- Openul Englez Under-21 – 2013